# Zakotwienie
Zakotwienie – zamocowanie końca pręta stalowego (zbrojenia) w betonie, możliwe dzięki naturalnej przyczepności betonu do stali. 
Dostatecznie długie zakotwienie końców zbrojenia potrzebne jest dla zapewnienia poprawnej współpracy pomiędzy betonem a stalą.
W celu polepszenia zakotwienia, końce prętów ze stali miękkiej są zaginane w postaci litery U. W tym samym celu, pręty ze stali twardej, są produkowane z żeberkami przeciwpoślizgowymi na pobocznicy.